# 2000 Herschel
2000 Herschel là một tiểu hành tinh vành đai chính được phát hiện ngày 29 tháng 7 năm 1960 bởi Joachim Schubart. Nó được đặt theo tên của nhà thiên văn học người Anh gốc Đức Frederick William Herschel, người đã phát hiện ra Uranus.